# Brunfläckig grouper
Brunfläckig grouper (Epinephelus chlorostigma) är en art i familjen havsabborrfiskar som finns i södra delarna av Stilla havet och Indiska oceanen.

## Utseende
En långsträckt, robust fisk med stort huvud, stor mun med kraftiga, smala tänder, stora ögon och en tvärt avhuggen (eller möjligen något ingröpt) stjärtfena. Ryggfenan har 11 taggstrålar i den främre delen, medan dess bakre del består av 16 till 18 mjukstrålar, analfenan har 3 taggstrålar och 8 mjukstrålar, medan bröstfenorna slutligen, som är något längre än bukfenorna. har enbart 17 till 19 mjukstrålar. Kroppen, inklusive huvud och fenor, har små, oregelbundna, tätsittande, mörkbruna fläckar på ljusare botten, så den nästan ser nätmönstrad ut. Stjärtfenans bakkant är vanligtvis vit. Buken är ljusare, vitaktig, och har färre fläckar. Längden kan som mest uppgå till 75 cm och vikten till 7 kg; den är dock vanligtvis mindre.

## Vanor
Den brunfläckiga groupern finns på djup mellan 3 och 300 m, framför allt kring korallrev, men kan även förekomma i andra habitat, som sjögräsbäddar, revsluttningar, och i Sydkinesiska havet även dybottnar. Födan består av mindre fiskar och kräftdjur, framför allt krabbor och mantisräkor. Arten kan bli upp till 29 år gammal.

### Fortplantning
Likt många andra arter i familjen är arten hermafrodit med könsväxling: Den börjar sitt liv som hona, som blir könsmogen vid en längd av 23 till 29 cm. När den nått en längd mellan 35 och 45 cm, byter de flesta honorna kön till hanar.  I Röda havet äger leken rum under maj till slutet av juli, med en topp i juni. Vid Oman sträcker sig lekperioden från augusti till oktober, med topp i september. Litet är känt i övrigt om artens lekbeteende.

## Betydelse för människan
Arten anses vara en utmärkt matfisk, och är av stor ekonomisk betydelse för många länder i regionen.

## Status
IUCN klassificrar brunfläckig grouper som livskraftig ("LC") och populationen är stabil. IUCN anger emellertid överfiske som ett potentiellt hot, men ser för närvarande artens stora uppehållsdjup som ett tillräckligt skydd.

## Utbredning
Utbredningsområdet omfattar Stilla havet och Indiska oceanen från Röda havet till KwaZulu-Natal i Sydafrika och österut till västra Stilla havet med Madagaskar, norrut till södra Japan, söderut till Nya Kaledonien. Rapporter från Persiska viken tros vara förväxlingar med Epinephelus polylepis.